# Delia lamelliseta
Delia lamelliseta este o specie de muște din genul Delia, familia Anthomyiidae. A fost descrisă pentru prima dată de Stein în anul 1900. Conform Catalogue of Life specia Delia lamelliseta nu are subspecii cunoscute.